# Rakitna (Słowenia)
Rakitna – wieś w Słowenii, w gminie Brezovica. W 2018 roku liczyła 718 mieszkańców.